# Manuel Tenret
Manuel Tenret, né le 13 février 1965 à Chimay (province du Hainaut), est un auteur de bande dessinée humoristique, illustrateur et enseignant belge francophone.

## Biographie
Manuel Tenret naît le 13 février 1965 à Chimay. Il passe son enfance dans la région, puis à Beaumont entre à l'école moyenne avant de poursuivre à Erquelinnes où ses parents viennent habiter. Il se découvre rapidement une passion pour le dessin et l'écriture. À seize ans, il montre ses premières planches à Marc Wasterlain qui l'oriente vers l'Académie des beaux-arts de Châtelet. Il y suit les cours de Vittorio Leonardo. Il prend comme nom de plume Manuel et crée sa série jeunesse : Les Petites Plumes, publiée dans le journal Job, un périodique bilingue à destination des étudiants en 1984. Il y réalise aussi quelques jeux et signe un scénario du personnage Désiré Lapaix. Puis, c'est le service militaire à l'issue duquel il éprouve quelques difficultés pour assurer sa subsistance.
En 1986, l'artiste verse dans l'art publicitaire et entre comme monteur et illustrateur au journal Le Furet, un hebdomadaire toutes-boîtes d'Anderlues, dont il anime la mascotte. Pendant 4 ans, il emplit les pages du journal dont il personnalise les colonnes de logos pour les annonceurs et de jeux pour les lecteurs. Il illustre le roman policier d'Albert Bastin : Fric-frac à Gilly en 1986 et crée une série de gags : Le Furet contre l'effroyable M. Quidam. Il participe également à la maquette de la pochette d'un disque de Robert Cogoi,. Il livre également une série de strips pour un éditeur de Düsseldorf : Ekki und das Café Cash-mir,.
En 1989, il sort le premier tome du western humoristique des Petites Plumes intitulé : Le Rival aux éditions Soleil Productions. L'album connaît simultanément une prépublication dans le journal flamand Het Volk et dans le journal Le Furet. Le deuxième tome Géronimo est publié dans la collection « Soleil Junior » en 1994. Manuel prend le statut d'indépendant.
En 1992, après un court stage sur Les Schtroumpfs au studio Peyo, il travaille à nouveau pour le public allemand avec Die Scouns, un album collectif réalisé au studio Leonardo. Il dessine également une centaine de motifs tee-shirts scouns, ainsi qu'une série de strips : Clean Water. En 1993, il collabore avec Lucky Productions. Il réalise les découpages et les crayonnés de la série Rantanplan en collaboration avec Vittorio Leonardo (Bêtisier t. 3, t. 4, t. 5, Les Cerveaux, Le Grand Voyage, La Belle et Le Bête), ainsi que sur le merchandising  de Lucky Luke, tels que puzzles, magic box, etc. Il y travaillera pendant une dizaine d'années.
En 2000, il devient professeur de bande dessinée à l'association de développement culturel de la ville de Pont-à-Celles. Il réalise de nouveaux travaux collectifs de studio avec le personnage de Big Noose en 2001.
Une exposition de l'ensemble de son œuvre se tient à Erquelinnes en 2003. C'est à cette occasion que le contact est renoué avec la rédaction du journal Le Furet qui donne lieu à la publication de l'album de Futé le Furet : Énigme au Zoo avec seize jeux et un album à colorier en 2005,.
Ensuite, l'auteur revient aux dessins publicitaires et participe à divers projets socio-culturels. En 2007, il apparaît, au côté de sa fille Morgane, dans le 42e film du réalisateur Jean-Jacques Rousseau : Fuyons les Monstres, dont il réalise l'affiche.
En 2008, il collabore de nouveau avec Vittorio Leonardo sur un album publicitaire de Lucky Luke : L'Arnaque. Il assure également l'animation du périodique La Rose au Point dont il devient le dessinateur attitré. En 2010, il est chargé de cours à l'école de promotion sociale, Espace formations de Pont-à-Celles.
En 2015, il est organisateur du festival de bande dessinée à Pont-à-Celles.
Comme illustrateur de livres pour la jeunesse, il illustre Loustic à la ferme qu'il signe de son nom en 2018.
En août 2020, il enseigne à l'ABA Academy.
Il anime un atelier bande dessinée à Pont-à-Celles en 2022.
En outre, il contribue graphiquement à l'album StripKookboek II du chef coq néerlandais Leon Verhoeven illustrant une des cinquante recettes de cuisine de l'ouvrage publié aux éditions Personalia en 2023, .
Le trait de Manuel est apparenté à l'École de Marcinelle.

## Œuvres

### Albums de bande dessinée

#### Les Petites Plumes
- Western humoristique sous le pseudonyme Manuel[11] :
- 1. Le Rival, Soleil Productions, Toulon, septembre 1989
Scénario et dessin : Manuel - Couleurs : Studio Leonardo -  (ISBN 2-203-32225-X)
- 1. Miss Carolina, Soleil, coll. « Soleil Junior », Toulon, octobre 2004
Scénario et dessin : Manuel - Couleurs : Studio Leonardo -  (ISBN 2-87764-258-5)
- 2. Géronimo[4], Soleil, coll. « Soleil Junior », Toulon, octobre 2004
Scénario et dessin : Manuel - Couleurs : Studio Leonardo -  (ISBN 2-87764-259-3)

#### Futé le furet
- 1. Énigme au zoo et 16 jeux, Éditions du furet, Anderlues, 2005
Scénario et dessin : Manuel - Couleurs : quadrichromie — (OCLC 1400848963).

#### Rantanplancomme assistant
- 8. Bêtisier 3, Lucky Productions, Givrins, novembre 1995
Scénario : Vittorio Leonardo et Bob de Groot - Dessin : Vittorio Leonardo et Morris - Couleurs : Leonardo -  (ISBN 2-940144-40-0) — Crayonnés et découpage : Manuel Tenret. Réédition en 2002 sous le titre Mirage dangereux (ISBN 2-940012-89-X).
- 10. Les Cerveaux, Lucky Productions, avril 1996
Scénario : Bob de Groot - Dessin : Vittorio Leonardo et Morris - Couleurs : Leonardo -  (ISBN 2-940012-93-8) — Crayonnés et découpage : Manuel Tenret.
- 12. Bêtisier 4, Lucky Productions, Givrins, janvier 1998
Scénario : Vittorio Leonardo et Bob de Groot - Dessin : Vittorio Leonardo et Morris - Couleurs : Leonardo -  (ISBN 2-940144-40-0) — Crayonnés et découpage : Manuel Tenret.
- 13. Le Grand Voyage, Lucky Productions, juin 1998
Scénario : Bob de Groot - Dessin : Morris - Couleurs : Leonardo -  (ISBN 2-940144-47-8) — Crayonnés et découpage : Manuel Tenret.
- 14. Bêtisier 5, Lucky Comics, Givrins, juin 2000
Scénario : Vittorio Leonardo - Dessin : Morris - Couleurs : Studio Leonardo -  (ISBN 2-88471-016-7) — Crayonnés et découpage : Manuel Tenret.
- 15. La Belle et le Bête, Lucky Comics, Givrins, octobre 2000
Scénario : Bob de Groot - Dessin : Morris - Couleurs : Leonardo -  (ISBN 2-88471-054-X) — Crayonnés et découpage : Manuel Tenret.

### Collectifs
- 2. StripKookboek II, Uitgeverij Personalia, Leens, 10 novembre 2023
Scénario : Leon Verhoeven - Dessin : collectif dont Manuel Tenret - Couleurs : quadrichromie -  (ISBN 9789493234970)

### Fanzines
- La 24e Dimension[12], Atelier 24 BD, coll. « Atelier 24 » no 2, mars 2013
Scénario : collectif - Dessin : collectif dont Manu Tenret - Couleurs : noir et blanc

### Illustration
- Joëlle Frydman (ill. Manuel Tenret), Loustic à la ferme, Tilly, Acrodacrolivres, 2018, 20 p., ill. ; 22 cm (ISBN 978-2-930956-21-3).

#### Livres
: document utilisé comme source pour la rédaction de cet article.
- Jacques Fiérain, « Tenret, Manuel », dans La BD dans la province du Hainaut, Charleroi, Éd. l'Âge d'or, septembre 2006, 96 p., ill. ; 31 cm (ISBN 9782960046458 et 2960046455, OCLC 469651838, présentation en ligne), p. 42. .
- Philippe Mellot, Michel Denni, Laurent Turpin et Isabelle Morzadec, Trésors de la bande dessinée : BDM 2025-2026 - Catalogue encyclopédique et Argus, Paris, Les Arènes, novembre 2024, 24e éd., 1839 p., ill. ; 23 cm (ISBN 979-10-37512-61-1, OCLC 1478218824, présentation en ligne), p. 1082. .